# 496 г. пр.н.е.

## Събития

### В Азия

#### В Персийската империя
- Цар на Персийската (Ахеменидска) империя e Дарий I (522 – 486 г. пр.н.е.).[1]
- Йонийско въстание:
  - Персийският генерал Даврис (Daurises) започва покоряването на укрепените градове в Кария, но карийците успяват да му устроят засада и да унищожат цялата персийска войска. Самият Даврис също загива в битката заедно с още поне четирима високопоставени командири. Това тежко поражение поставя двете страни в патово положение, поради което до края на тази и следващата година не се провеждат други сериозни военни действия.[2]

### В Европа

#### В Гърция
- В Гърция се провеждат 71-те Олимпийски игри:
  - Победител в дисциплината бягане на разстояние един стадий става Тизикрат от Кротоне.[3]
- Хипарх е архонт в Атина (496/495 г. пр.н.е.)

#### В Римската република
- Консули (496/495 г.пр.н.е.) са Авъл Постумий Алб Региленсис и Тит Вергиний Трикост Целимонтан.
- Авъл Постумий Алб Региленсис ръководи римляните до победа в битката битката при Регилското езеро (през тази или през 499 г. пр.н.е.)[4]

## Родени
- Софокъл, древногръцки драматург и поет (умрял 406 г. пр.н.е.)

## Починали
- Даврис, персийски пълководец